# حزب المؤتلفة الإسلامية

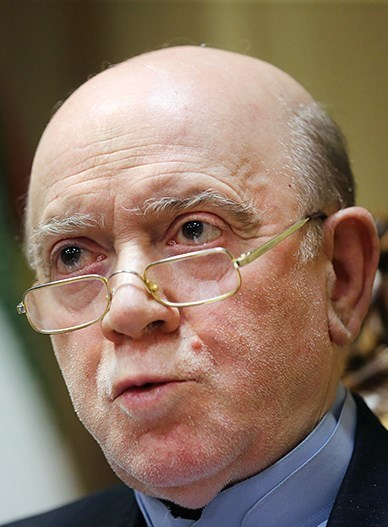
محمد نبي حبيبي الأمين العام للحزب

حزب المؤتلفة الإسلامية (بالفارسية: حزب مؤتلفه اسلامی) (الأسماء الماضية: مواکب حداد المؤتلفة الإسلامية وجمعية المؤتلفة الإسلامية) هو حزب سياسي-ديني محافظ في إيران تأسس في 1963مـ وينتمي إلی اليمين والمحافظين التقليديين، ويمثّل الطبقة «المسوقين الدينيون». كما أن الحزب کان نشطا في مجال الأمور الخيرية وتأسيس الجمعيات والمؤسسات مثل المدرسة الإسلامية، ومؤسسات القروض الحسنة (القرض بدون الفائدة).
هذا الحزب هو تنظيم محوري ضمن «جبهة أتباع خط الإمام والقائد» ويعتبر حليفا «غير رجل الدين» لجمعية رجال الدين المجاهدين.
وإن كان لا يزال نشطا جدا ومؤثرا، شهدت المنظمة الإلغاء التدريجي من السلطة السياسية بعد صعود منافسيه المحافظين الجدد في عقد 2000.

## تاريخ
تمّ تشکیل حزب المتحالفة الإسلامية من خلال تحالف ثلاث مواکب الحداد الديني من أتباع روح الله الخميني - موکب مسجد شيخ علي، موکب مسجد أمين‌ الدولة، وموكب الإصفهانيين - في منزله.
مواکب حداد المتحالفة الإسلامية في وقت الإنشاء تأثرت بشكل كبير من أفكار آية الله روح الله الخميني ولعبت دورا بارزا في انتفاضة 5 يوليو 1963 واغتيال حسن علي منصور رئيس الوزراء في عهد محمد رضا بهلوي شاه إيران.
احتشد الحزبُ جسمَ المجتمع الديني-التقليدي ضد الدولة البهلوية بالمشارکة في الثورة الإسلامية. بعد انتصار الثورة وإقامة الجمهورية الإسلامية في إيران، أصبح الحزبُ القوة السياسية اليمينية الأکثر تنظيما وثباتا وکان الجناح السياسي الأكثر نفوذا في الحزب الجمهوري الإسلامي واحتفظ علی هذه المکانة علی الأقل حتی نهاية العقد الأول من الثورة الإسلامية. والآن يسعی الحزب من أجل صنع القوى من بين القوي الشابة والموهوبة في الساحة السياسية.

## الشخصيات البارزة
1. مرتضي المطهري، کان العضو المؤسس في شورى الثورة الإسلامية في إيران إبان الأيام الأخيرة من سقوط نظام الشاه، ومن المنظرین للجمهوریة الإسلامیة الإیرانیة.
2. محمد بهشتي، كان رئيس السلطة القضائية ورئيس مجلس الثورة الإسلامية ومجلس الخبراء وهو كان ثاني أقوى الشخصيات في الثورة بعد آية الله الخميني آنذاك.
3. محمد علي رجائي، کان ثاني رئيس منتخب للجمهورية الإسلامية الإيرانية بعد أن عمل كرئيس وزراء في حكومة أبو الحسن بني صدر، كما كان وزيراً للخارجية.
4. محمد جواد باهنر، کان ريئسا للوزاء بعد الثورة الإسلامية لحکومة محمد علي رجائي.
5. حبيب الله عسكر أولادي کان سياسيا إيرانيا وأحد المجاهدين القدامي ومن أبرز الوجوه السياسية في الثورة الإسلامية.
6. حسن عباس بور، کان وزير الطاقة في حکومة محمد علي رجائي وأستاذا لجامعة شريف التكنولوجية.
7. أسد الله بادامجيان، سياسي إيراني وعضو المجلس المرکزي للحزب.
8. محمد-نبي حبيبي، سياسي وعالم اجتماع إيراني والأمين العام للحزب وکان عمدة طهران.
9. سيد مصطفی مير سليم، أستاذ جامعه أمير كبير وکان وزير الثقافة والإرشاد الإسلامي لحکومة أكبر هاشمي رفسنجاني وعضو مجمع تشخيص مصلحة النظام.
10. جعفر شجوني، رجل دين وسياسي إيراني وعضو المجلس المرکزي لجمعية رجال الدين المجاهدين.
11. حسن غفوري فرد، سياسي إيراني وأستاذ كلية الهندسة الكهربائية بجامعة أمير کبير التكنولوجية ورئيس مجلس التفتيش والإشراف للمجلس الأعلى للثورة الثقافية وعضو المجلس المرکزي للحزب.
12. محسن رفيقدوست، سياسي إيراني وکان وزير حرس الثورة الإسلامية ورئيس مؤسسة مستضعفي الثورة الإسلامية.
13. علي اندرزکو، من معارضي الدولة البهلوية.
14. سيد علاء ميرمحمد صادقي، عضو مجلس أمناء مؤسسة جامعة الإمام الصادق.